# Orangerieschloss

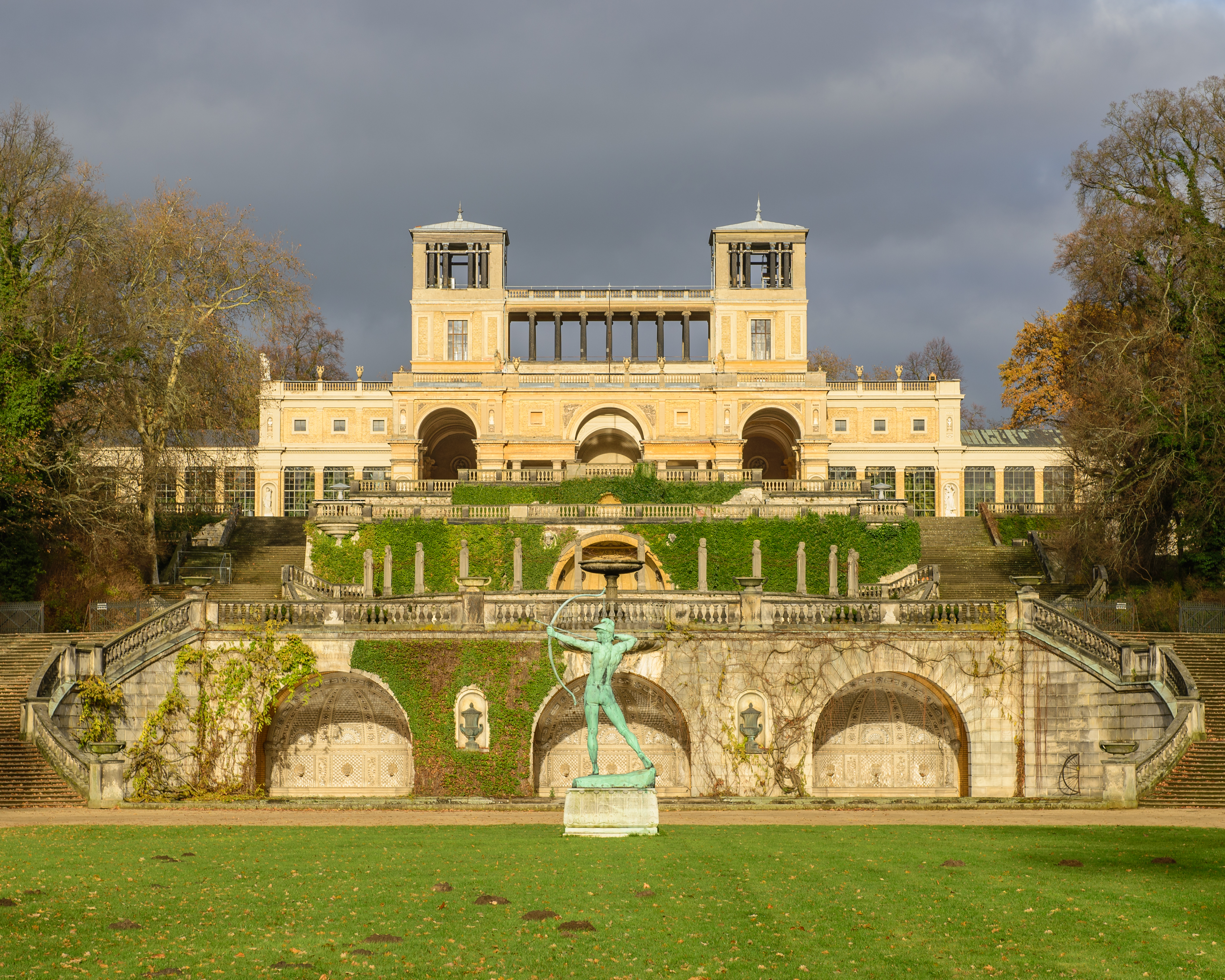
Orangerislottet sett från parksidan 2010.

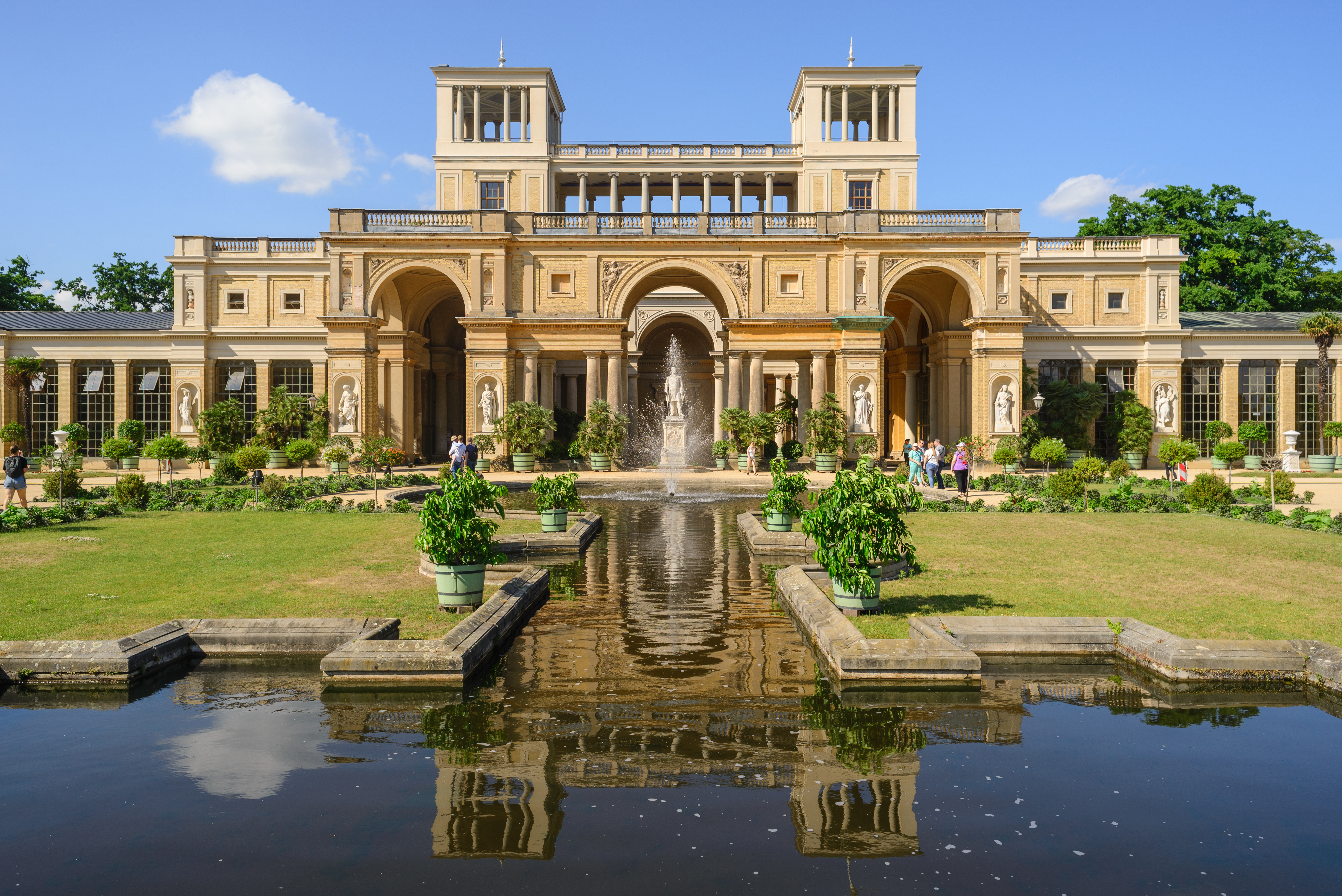
Slottets fasad med trädgård och dammar.

Orangerieschloss, svenska: Orangerislottet, är ett palats och orangeri i Sanssouciparken i Potsdam, beläget på en höjd i norra utkanten av parken. Slottet uppfördes mellan 1851 och 1864 efter ritningar av Friedrich August Stüler och Ludwig Ferdinand Hesse i italiensk nyrenässansstil. Slottet användes under huset Hohenzollern som orangeri, konstgalleri, tjänstebostad och gästbostad, bland annat för den ryska kejsarinnan Alexandra Feodorovna som föddes som preussisk prinsessa och gärna uppehöll sig i Potsdam. Sedan 1990 är slottet del av Unesco-världsarvet Palats och parker i Potsdam och Berlin. Byggnaden användes efter andra världskriget av Brandenburgs landsarkiv, som senare flyttat till modernare lokaler. Slottet används efter en renovering idag bland annat som växthus, utställnings- och konsertlokal.